# Louis Guigard
Louis Guigard, né le 6 janvier 1774 à Lhuis (Ain), mort le 21 avril 1853 à Lhuis (Ain), est un colonel français de la Révolution et de l’Empire.

## États de service
Il entre en service le 25 septembre 1793, comme capitaine dans le 11e bataillon de volontaires de l’Ain, qui deviendra plus tard le 22e régiment d’infanterie légère. Il participe avec honneur aux campagnes de l’an II à l’an V, aux armées des Alpes, et d’Italie. Le 15 janvier 1797, il enlève à la tête de sa compagnie la chapelle Saint-Marc, dans laquelle l’ennemi s’est retranché. Lors de cette affaire, il reçoit un coup de feu à l’épaule gauche. 
En 1798, il est désigné pour faire partie de la Campagne d'Égypte, et le 21 juillet 1798, à la Bataille des Pyramides, il commande le bataillon d’élite qui coupe la retraite aux mamelucks et les rejette dans le Nil. Le 7 mars 1799, lors du Siège de Jaffa, il monte le premier à l’assaut, s’empare de la tour de brèche, et est blessé d’un coup de pistolet au bras droit. Le 20 mars 1800, à la bataille d'Héliopolis, il enlève à la tête de ses carabiniers, la redoute de Matarieh, et le 22 avril 1800 au siège du Caire, il soutient trois assauts Turcs dans la redoute du Santon, puis il s’empare le lendemain d’une pièce de canon que l’ennemi avait établie en face de sa position. Il reçoit un sabre d’honneur le 21 janvier 1801.
De retour en France après la capitulation d’Alexandrie le 2 septembre 1801, il est placé comme membre de droit de la Légion d’honneur le 27 septembre 1803, et il est fait officier de l’ordre le 14 juin 1804. Il est affecté à l’intérieur du territoire jusqu’à l’an XIV, avant de rejoindre l’armée d’Italie en 1805, avec le 22e régiment d’infanterie légère. En 1806 et 1807, il sert en Calabre, et il est blessé le 9 août 1806, à l’affaire de Lauria. Il est nommé chef de bataillon le 30 mai 1807, au 18e régiment d’infanterie de ligne, et il est de nouveau blessé le 14 septembre 1807, au combat de la Serra.
En 1808, il est employé à la Grande Armée en Allemagne, et en 1809, il prend une part active dans la campagne d’Autriche. Il reçoit deux contusions le 21 mai 1809, et il est blessé d’un coup de boulet à l’épaule droite le lendemain à la bataille d'Essling.
Le 26 mars 1811, il est nommé major du 2e régiment de la Méditerranée, devenue le 133e régiment d’infanterie de ligne, et avec lequel il fait la campagne de Russie en 1812, puis la campagne de Saxe en 1813. Le 28 juin 1813, il est promu colonel au 21e régiment d’infanterie de ligne, et il se distingue le 26 août suivant à la bataille de Dresde, où il reçoit un coup de feu à la figure. En 1814, il est affecté à l’armée de Belgique et il est fait prisonnier à Anvers.
Libéré le 2 avril 1814, il est fait chevalier de Saint-Louis par le roi Louis XVIII  le 2 août 1814, et il est mis en non activité. Il est admis à pension de retraite le 25 septembre 1823.
Il est maire de Lhuis de 1827 à 1847.

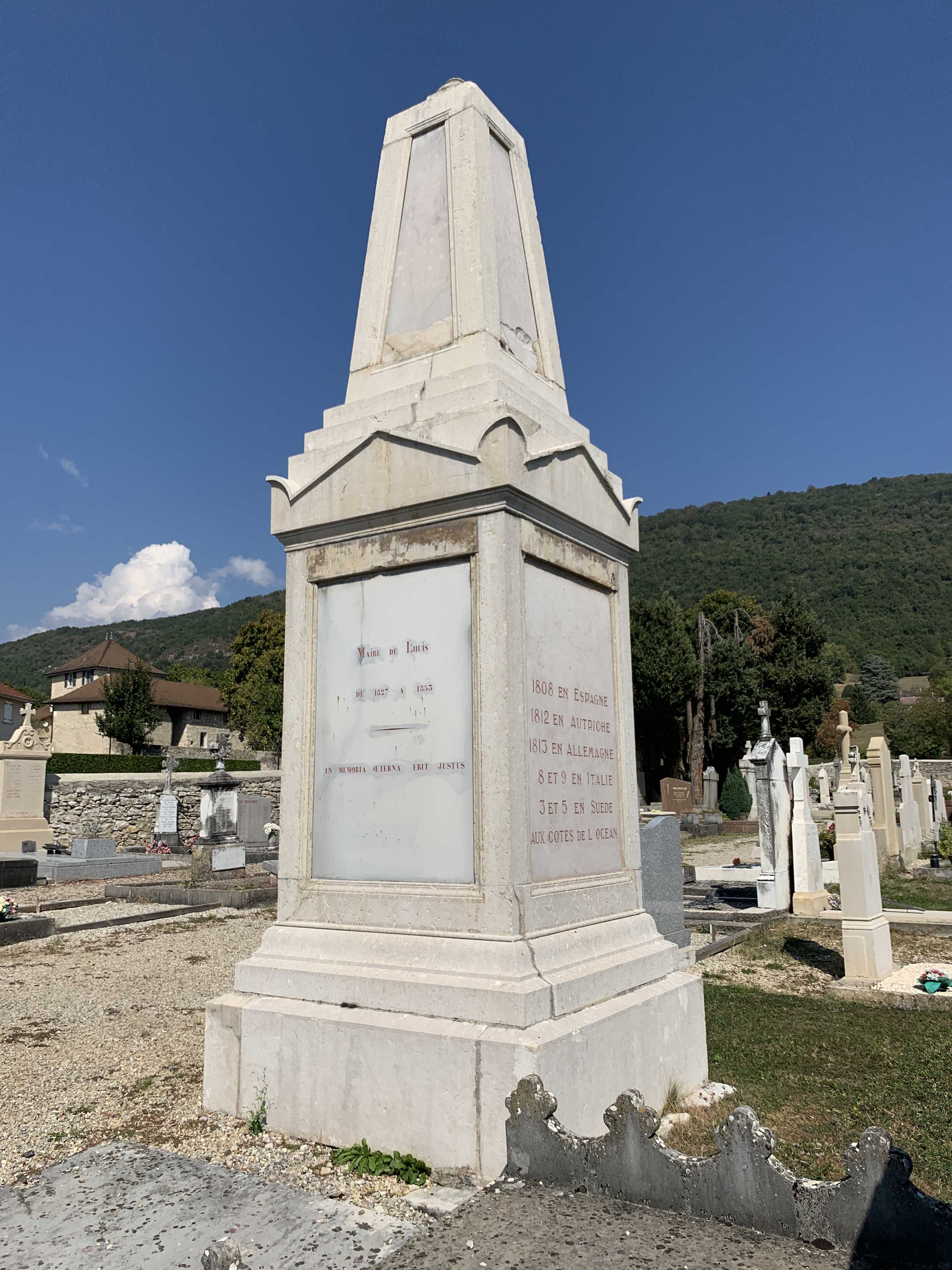
Sépulture à Lhuis.

Il meurt le 21 avril 1853 à Lhuis.

## Sources
- A. Lievyns, Jean Maurice Verdot, Pierre Bégat, Fastes de la Légion-d'honneur, biographie de tous les décorés accompagnée de l'histoire législative et réglementaire de l'ordre, Tome 2, Bureau de l’administration, 1842, 344 p. (lire en ligne), p. 26.
- C. de Barjolly, Notice biographique sur M. Guigard Louis, colonel d'infanterie en retraite, 1856.
- Charles Jules Dufay, Galerie militaire de l'Ain, depuis les temps les plus reculés jusqu'à nos jours, L. Grandin, 1874, p. 242-243.
- « Cote LH/1230/2 », base Léonore, ministère français de la Culture